# Кислий Порфирій Григорович
Порфирій Григорович Кислий (1874–1960) — генерал-майор, український військовик, учасник Першої світової війни та Білого руху.

## Біографія
Із козаків Кубанського козачого війська. Освіту здобув у Кубанському Олександрівському реальному училищі, після закінчення якого у 1893 році вступив на військову службу.
У 1895 році закінчив військово-училищні курси Київського піхотного юнкерського училища і був випущений хорунжим до 4-го Кубанського пластунського батальйону. Підвищений у сотники 1 червня 1899 року, у під'єсаули — 1 червня 1903 року.
У 1906 році закінчив Миколаївську академію Генерального штабу за 1-м розрядом і 3 травня того ж року був підвищений в осавули "за чудові успіхи в науках ". 26 листопада 1908 року переведений до Генерального штабу з призначенням помічником старшого ад'ютанта штабу Кавказького військового округу та з підвищеням у капітани. 19 листопада 1912 року призначений виконуючим обв'язки старшого ад'ютанта штабу Приамурського військового округу, а 6 грудня підвищений у підполковники із затвердженням на посаді.
З початком Першої світової війни, 1 жовтня 1914 призначений штаб-офіцером для доручень при командувачі 10-ї армії, а 15 червня 1915 року переведний в полковники. 16 серпня 1915 року призначений старшим ад'ютантом відділу генерал-квартирмейстера штабу тієї самої армії. 2 жовтня 1915 року призначено в. д. начальника штабу 6-ї Сибірської стрілецької дивізії, а 21 березня 1916 — командиром 23-го Сибірського стрілецького полку Удостоєний ордену Св. Георгія 4-го ступеня
|  | За то, что в боях 1, 2 и 3 июня 1916 года, подавая пример особого бесстрашия и самообладания командуемому им 23-му Сибирскому стрелковому полку, блестяще выполненной атакой, несмотря на исключительно трудное положение, захватил предмостное укрепление на р. Стоходе и д. Свидники, в которой и закрепился, причем были взяты пленными 4 офицера и 465 нижних чинов германцев и 4 пулемета. |

7 лютого 1917 призначений начальником штабу 158-ї піхотної дивізії, а 18 травня того ж року — начальником штабу 5-го Сибірського армійського корпусу. Підвищений у генерал-майори 31 серпня 1917 року на підставі Георгіївського статуту.

### В армії Української держави
1918 року знаходився при штабі 8-го (колишньої 158-ї піхотної дивізії) гетьманського корпусу в Катеринославі, в Україні. Восени 1918 року корпус перебував у початковій стадії формування, оскільки німецька влада в Україні не допускала формування цього корпусу. З відходом німецьких військ у листопаді 1918 р. в корпусі числилося трохи більше 1000 чоловік — головним чином офіцерів. Корпус, на чолі з начальником штабу — генералом Кислим, прийняв проросійську орієнтацію і більшість висловилася за поєднання з Добровольчою армією генерала Денікіна.
27 листопада 1918 р., після завзятого міського бою в Катеринославі з військами УНР, які вимагали розформування корпусу, штаб корпусу (командувач — генерал Васильченко, начальник штабу — генерал Кислий та його помічник з оперативної частини — полковник Генштабу Г. Коновалов) вирішив виступити в похід на з'єднання з Добровольчою армією. Цей похід із боями тривав до кінця грудня 1918 р. і завершився з'єднанням із Кримсько-Азовською Добровольчою армією генерала Боровського. Рухаючись правим берегом Дніпра, Катеринославський загін з боями проривався до Бериславля. Цим шляхом, у бою біля Ново-Воронцовки із загонами отамана Григор'єва, генерал Кислий був поранений, очолюючи ар'єргард загону. Переправившись у Бериславля через Дніпро, загін в останніх числах грудня 1918 року прибув на Перекоп, звідки через Джанкой був відправлений до Сімферополя. Незважаючи на поранення, генерал Кислий брав участь у розподілі особового складу загону, завдяки чому була сформована 4-а піхотна дивізія, 34-а артилерійська бригада, Новоросійський кінний полк та 5-й дивізіон бронепоїздів. Після розформування загону та перебування у сімферопольському шпиталі генерал Кислий був зарахований до резерву чинів штабу Головнокомандувача.
У 1920 році наказом генерала Врангеля — № 3303 від 6 червня 1920 — учасникам походу було надано дозвіл носити спеціальний знак: на російській стрічці чорний хрест — «у визнання мужності і доблесті офіцерів і солдатів Катеринославського загону, що проробили тяжкий зимовий похід».
В еміграції у Югославії. Був членом Товариства офіцерів Генерального штабу. Двічі заарештовувався після приходу до влади Тіто, на початку 1950-х років був висланий до Трієста. Був влаштований в будинок для людей похилого віку в швейцарському Санкт-Галлені, де і помер у 1960 році. Похований на місцевому цвинтарі.

## Нагороди
- Орден Святого Станіслава 3 ст. (ВП 18.02.1910)
- Орден Святої Анни 3 ст. (ВП 12.07.1912)
- Орден Святого Станіслава 2 ст. (ВП 20.05.1913)
- Орден Святого Володимира 4 ст. " за відмінно-дбайливу службу та праці, понесені під час військових дій " (ВП 4.03.1915)
- Орден Святої Анни 2 ст. з мечами " за бойові відмінності в Персії у 1911—1913 роках " (ВП 2.09.1915)
- мечі та бант до ордена Св. Володимира 4-й ст. (ВП 10.01.1916)
- Орден Святого Георгія 4 ст. (ВП 13.10.1916)